# 7 Arts
7 Arts, met ondertitel "weekblad voor informatie en kritiek", was een Franstalig Belgisch artistiek tijdschrift uitgegeven van 1922 tot 1928.

## Beschrijving
Het was het eerste Brusselse avant-gardetijdschrift dat de "zuivere beelding"/"plastique pure" promootte. Deze term werd voor de eerste maal In 7 Arts gebruikt, maar vond zijn oorsprong op een conferentie in februari 1920 in het Egmontpaleis in Brussel, georganiseerd door Theo van Doesburg, waar Georges Vantongerloo, Maurice Casteels, René Magritte, Pierre-Louis Flouquet, Victor Servranckx, Karel Maes en E.L.T. Mesens aanwezig waren. 

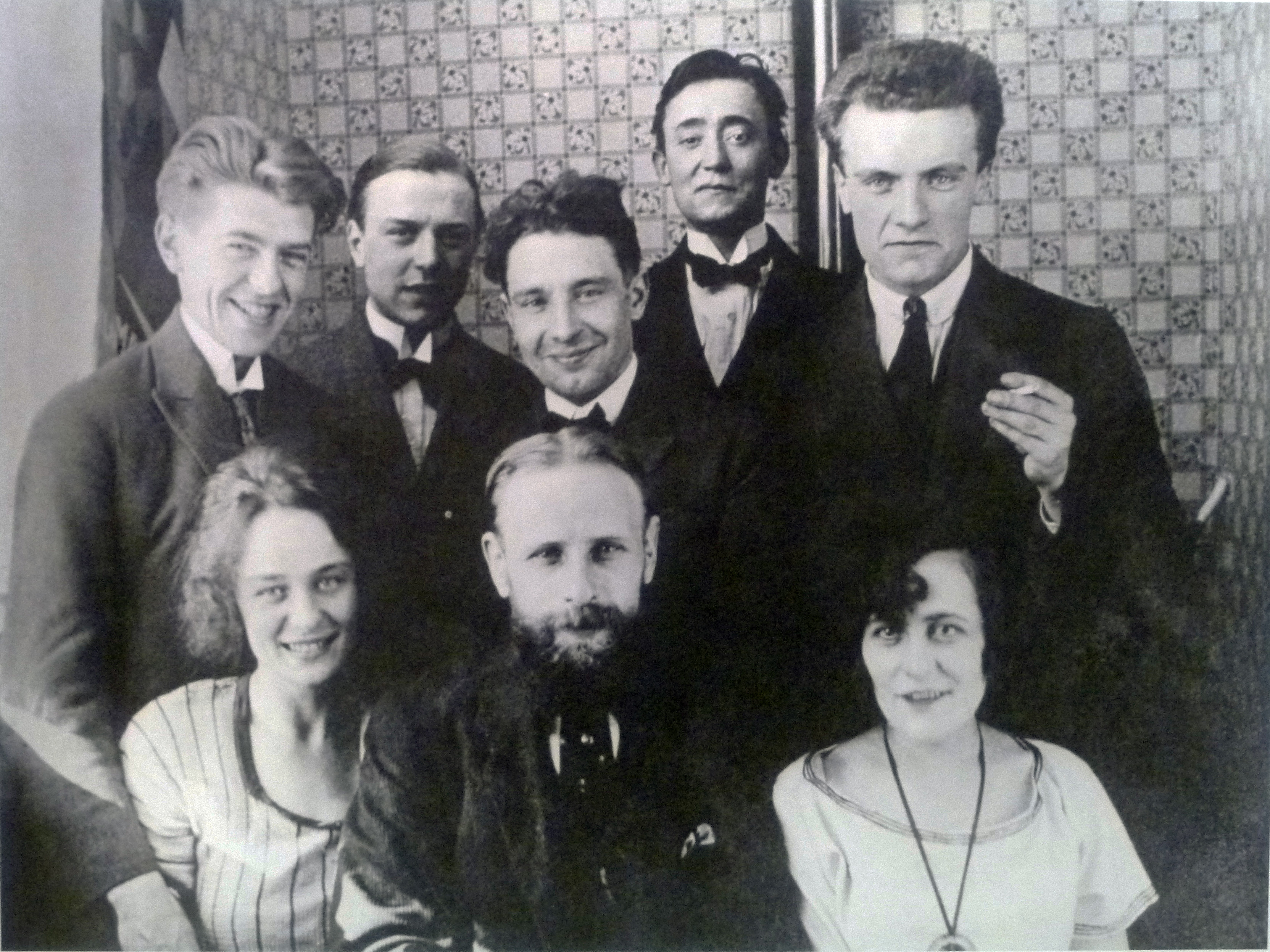
Bij Victor Servranckx, op de trouwdag van Georgette en René Magritte (juni 1922).
Van links naar rechts:: boven, René Magritte, ELT Mesens, Victor Servranckx, Pierre-Louis Flouquet, Pierre Bourgeois; onder: Georgette Berger, Pierre Broodcoorens, Henriette Flouquet.

7 Arts werd enkele jaren later dan de Antwerpse tijdschriften "ça ira" en "Het overzicht" opgericht en zorgde ervoor dat Brussel het tweede Belgische avant-gardecentrum, na Antwerpen, werd.
Het initiatief kwam van de architect Victor Bourgeois en zijn broer, de dichter Pierre Bourgeois. Mede-oprichters waren de kunstenaars Pierre-Louis Flouquet, Karel Maes en de componist Georges Monnier.
Het aantal medewerkers was zeer talrijk, onder hen: René Magritte, Victor Servranckx, Marcel-Louis Baugniet, Felix De Boeck, Huib Hoste, Marc Eemans, Berthe Dubail, Jean-Jacques Gaillard en Jozef Peeters.
Het tijdschrift werd snel een belangrijk platform voor de promotie van het abstract modernisme in België en Europa. Omdat het een Franse publicatie was kreeg het een ruimere verspreiding dan de Nederlandstalige bladen, zoals "Het Overzicht".  Het  werd over gans Europa verspreid en de redactie onderhield relaties met leden van avant-gardegroepen in andere landen: De Stijl in Nederland, Bauhaus in Duitsland, Il Futurismo in Italië en L'Esprit nouveau in Frankrijk. 
7 Arts werd gemaakt in de vorm van een krant op groot formaat, met 4 tot 8 pagina's, gedrukt in zwart-wit en uitvoerig geïllustreerd met reproducties van beeldende kunst, foto's van gebouwen en meubilair, architecturale plannen, partituren en talrijke gravures.  De maandelijkse oplage bestond uit 1200 exemplaren. Er werden in totaal 156 nummers uitgebracht, verdeeld over zes seizoenen. 7 Arts werd tot september 1928 in eigen beheer gepubliceerd en verscheen daarna tot mei 1929 als bijlage bij de Brusselse krant l'Aurore.

## Inhoud
Bij de eerste uitgave in mei 1922 stelden de redacteurs dat kunst een middel was om het moderne leven uit te drukken, met daarbij een leidende rol voor de abstracte kunst. De redactionele lijn was progressief en socialistisch.  Het tijdschrift bevatte verslaggeving over literair en artistiek nieuws, zowel uit België als uit het buitenland.
Het tijdschrift was multidisciplinair. De artikelen streefden er naar de verbanden tussen architectuur, stadsplanning, literatuur, film, decoratieve kunsten, muziek en theater ingang te doen vinden. 
Twee disciplines kregen de overhand: film en architectuur
Film (de 7de kunst) was een nieuwe kunst die de redacteurs bijzonder belangrijk vonden omdat ze werd beschouwd als een synthese van verschillende artistieke disciplines die gemakkelijk de massa kon bereiken.
In de architectuur kwam het constructivisme dan weer tot uiting door architecturale projecten die verschillende artistieke disciplines integreerden. Een voorbeeld hiervan was het architectuurproject Cité Moderne van Victor Bourgeois (1922) in samenwerking met Flouquet, De Boeck, Peeters, Servranckx en Mae.
7 Arts had de ambitie om de moderniteit in alle aspecten van het stadsleven te integreren. De kunstenaars wilden dat de zuivere beelding in alle dimensies van het leven zou doordringen.  Daarom beschreef een rubriek "Carnet du citadin" de stad en al haar moderne elementen aan de hand van wandelingen, naar het idee van van Walter Benjamin. De auteurs Victor en Pierre Bourgeois en Pierre-Louis Flouquet beschreven de geluiden van de stad, de openbare verlichting, de lichtreclame, de stadsplanning en het buitenaanzicht van de winkels. Ook het element beweging speelde een belangrijke rol in de rubriek, enerzijds door de levendigheid van het artistieke en culturele leven, maar anderzijds ook door de snelheid van auto's, wat deed denken aan het Italiaanse futurisme.

## Breuk met de surrealisten
Het geometrisch denken van "De zuivere beelding" was niet verzoenbaar met het surrealisme, dat gericht was op het automatisme. Dit leidde tot enige verwarring  tussen de redactieleden van 7 Arts, met een negatief artikel door Léon Chenoy en een eerder positief artikel door Victor Servranckx en later tot een expliciete discussie tussen Marc. Eemans en Paul Werrie. 
Paul Nougé, Camille Goemans en Marcel Lecomte startten eind 1924 in het geheim met de redactie van het tijdschrift "Correspondance", aanvankelijk een parodie op 7 Arts. Dit tijdschrift zou al vlug uitgroeien tot de kern van het surrealisme in België. Het feit dat René Magritte, weliswaar geen medewerker van 7 Arts, de kant koos van "Correspondance" en hiermee zijn vroegere boezemvrienden Pierre en Victor Bourgeois, Victor Servranckx en Pierre-Louis Flouquet in de kou zette, leidde tot een vete tussen de twee groepen.

## Tentoonstellingen
De kunstenaars van de groep konden hun creaties tonen op de "Salon de la Lanterne sourde" in Brussel in 1923 en op de "Biënnale voor Decoratieve Kunsten" van Monza in 1925.
De tentoonstelling van "La Lanterne Sourde" ("Belgische kunst in een  nieuwe tijdsgeest"), werd in 1923 georganiseerd in het Egmontpaleis in Brussel. De groep 7 Arts hield er een stand "L'équerre", ontworpen door Victor Bourgeois, met werken van Pierre-Louis Flouquet, Karel Maes, Jozef Peeters, Felix De Boeck en Victor Servranckx.
Op de "Biënnale voor Decoratieve Kunsten" van Monza (Italië) in 1925 hadden ze een stand met de naam "Arte astratta e plastica pura", met in het bijzonder twee stoelen en een bureau van Victor Bourgeois, schilderijen van Jozef Peeters, Jean-Jacques Gailliard en Karel Maes, grafische composities van Marc Eemans en Émile Henvaux, een lamp van Marcel-Louis Baugniet, een sculptuur van Victor Servranckx en een tapijt van Jean Norbert Cockx.

## Overzicht van de publicaties tussen 1922 en 1928

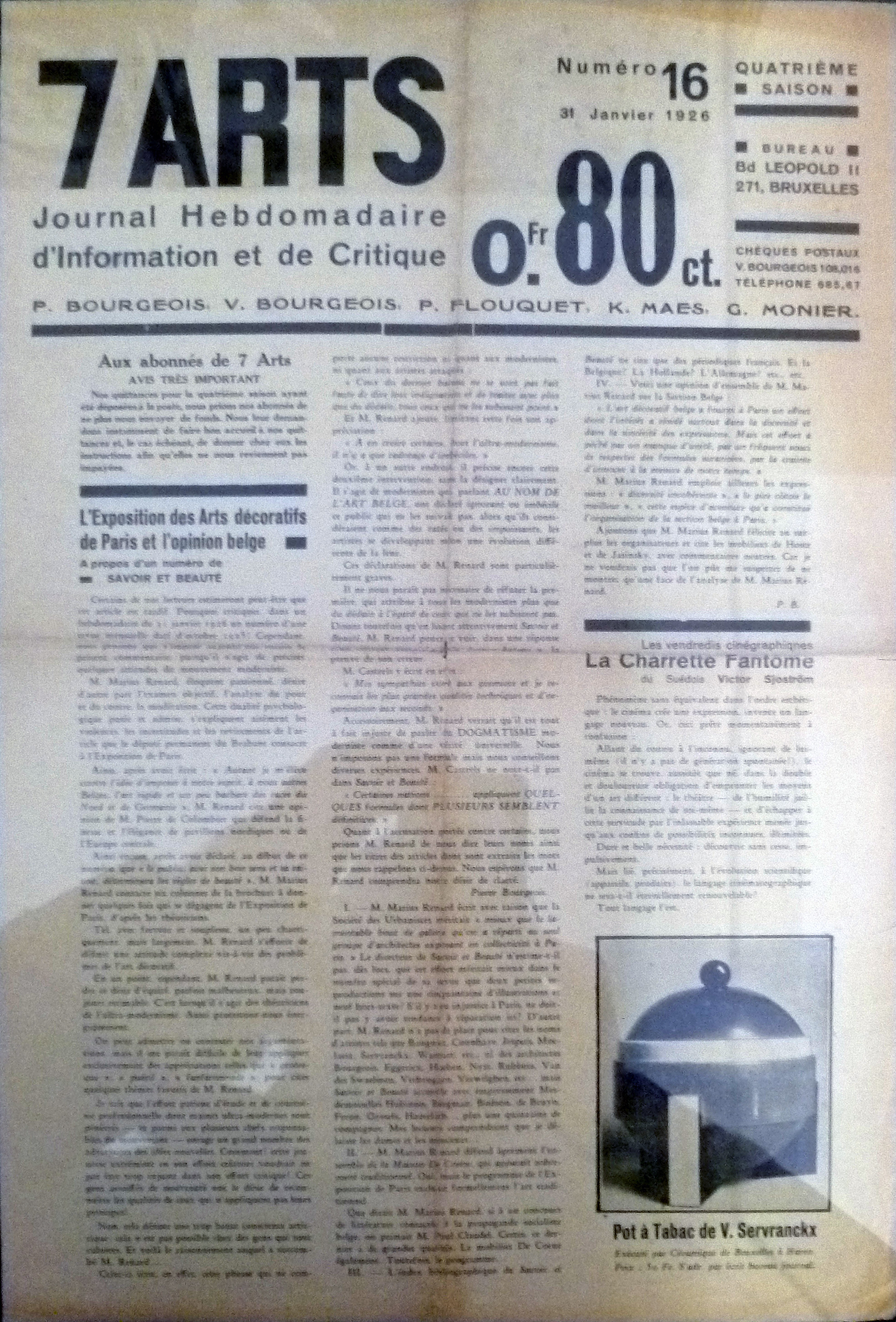
januari 1926.

## Overzicht van de publicaties tussen 1922 en 1928[14]
- 1922 (1 seizoen), no 1 tot 9
- 1923 (1 seizoen), no 10 tot 25
- 1923 (2 seizoen), no 1 tot 12
- 1924 (2 seizoen), no 13 tot 30
- 1924 (3 seizoen), no 1 tot 8
- 1925 (3 seizoen), no 9 tot 25
- 1925 (4 seizoen), no 1 tot 11
- 1926 (4 seizoen), no 12 tot 25
- 1926 (5 seizoen), no 1 tot 7
- 1927 (5 seizoen), no 8 tot 25
- 1927 (6 seizoen), no 1 tot 8
- 1928 (6 seizoen), no 9 tot 26

## Opmerkingen en referenties
1. ↑  In het Fransl: "plastique pure"
2. 1 2 3  Sergio Servellón, 7 Arts. Abstract Modernisme. Vlaamse Kunstcollectie. Gearchiveerd op 11 oktober 2023. Geraadpleegd op 14 november 2023.
3. 1 2  (fr) Christiane Krauss – Theo van Doesburg et les artistes belges. koregos.org. Gearchiveerd op 14 oktober 2023. Geraadpleegd op 14 november 2023.
4. 1 2  Sergio Servellón, Abract Modernisme. Vlaamse Kunstcollectie. Gearchiveerd op 14 november 2023. Geraadpleegd op 14 november 2023.
5. ↑  (fr) Brèves culture. Le Soir (14 november 2023). Gearchiveerd op 14 oktober 2023. Geraadpleegd op 14 november 2023.
6. 1 2  (fr) Mey, Fermée : 7 arts: avant-garde belge (1922-1928). C.I.II.III.IV.A (3 februari 2020). Geraadpleegd op 4 april 2020.
7. ↑  Sergio Servellón, 7 Arts. De Vlaamse Kunstcollectie. Gearchiveerd op 11 oktober 2023. Geraadpleegd op 2023-14-11.
8. 1 2 3  (fr) Pieters VanDamme (dir.) (février 2020). Dossier de presse de l'exposition 7 arts, avant-garde belge (1922-1928). CIVA.  Gearchiveerd van origineel op 14 oktober 2023.
9. ↑  Berchem-Sainte-Agathe - Cité Moderne - BOURGEOIS Victor. www.irismonument.be (14 november 2023). Geraadpleegd op 4 april 2020.
10. 1 2  (fr) le Maire, Judith (15 november 2015). Les « Carnets d’un citadin » des frères Bourgeois dans 7 Arts. La plastique pure comme révélateur de la ville moderne des années 1920. Textyles. Revue des lettres belges de langue française (47): 83–93. ISSN: 0776-0116. DOI: 10.4000/textyles.2632.  Gearchiveerd van origineel op 14 oktober 2023. Geraadpleegd op 14 november 2023.
11. ↑  Xavier Canonne, 7 Arts. Ronny Van de Velde. Galerie Ronny van de Velde. Gearchiveerd op 14 november 2023. Geraadpleegd op 14/10/2023.
12. ↑  Les arts belges d'esprit nouveau
13. ↑   Een kopie van deze stand werd in zwart-wit gemaakt op basis van historische documenten door de Stichting CIVA tijdens de tentoonstelling 7 Arts, Belgian avant-garde (1922-1928) in februari 2020
14. ↑  Sept Arts (7 Arts) : hebdomadaire d'information et de critique. www.aml-cfwb.be. Geraadpleegd op 14 november 2023.